# دهستان کرباسک
دهستان کرباسک، یکی از دهستان‌های بخش کرباسک در شهرستان زابل استان سیستان و بلوچستان ایران است.

## جمعیت
براساس سرشماری عمومی نفوس و مسکن در سال ۱۳۹۵، جمعیت دهستان کرباسک برابر با ۶،۸۹۴ نفر بوده‌است.